# Julian & der Fux
Julian & der Fux ist ein österreichisches Produzenten-Duo aus Wien.

## Geschichte
Obwohl sich die beiden Produzenten Julian Hruza und Dominic „Lupo“ Plainer schon länger kannten, starteten sie erst 2012 ein gemeinsames Duo-Projekt. Als erste Single erschien 2012 Speckbrot inklusive eines dazugehörigen Videos, das von Clemens Kogler abgedreht wurde. Das Video lief beim Filmfestival Crossing Europe und wurde für den ersten Österreichischen Musikvideo-Preis, vergeben vom Kurzfilmfestival Vienna Independent Shorts, nominiert. Es folgten Altes Ego und Hin und weg, die beide sehr erfolgreich auf dem Radiosender FM4 liefen.
2013 erschien das Remixalbum Mischwald Kapitel Eins über Julian Hruzas Label j.hruza records im Vertrieb von Soulfood. Sie waren auch auf diversen Kompilationen vertreten, unter anderem von FM4 und der Vienna Fashion Week.

## Musik
Musikalisch sind Julian und der Fux im 1980er-Jahre-Elektro-Pop verwurzelt und bedienen musikalische Elemente der Lounge-Musik sowie des House. Die Musik ist bass- und synthesizer-lastig und hat meist einen verrauchten und tiefen Sprechgesang. Die Musik entsteht immer im Team. Die beiden Produzenten vergleichen dies mit einer Art Ping-Pong-Spiel. Beide sind gleichberechtigt und arbeiten die Musik gemeinsam aus. Kollaborationen entstanden unter anderem mit Ken Hayakawa.

## Diskografie

### Alben
- 2013: Mischwald Kapitel Eins (j.hruza records / Soulfood)
- 2015: Vanille (j.hruza records)

### EPs
- 2013: Über den Dächern (mit Ken Hayakawa, j.hruza records)
- 2013: Über den Dächern – Remixes (mit Ken Hayakawa, Devoted Tunes)
- 2013: Mischwald Kapitel Eins (12’’, j.hruza records)
- 2014: Hin und Weg (j.hruza records)
- 2014: Mr. King (j.hruza records)

### Singles
- 2012: Speckbrot (j.hruza records)
- 2012: Altes Ego (j.hruza records)

### Beiträge zu Kompilationen
- 2013: Wien Musik 2013
- 2013: FM4 Soundselection 28
- 2013: Vienna Fashion Week 2013